# Trường đại học Aino
Aino University (藍野大学 Aino daigaku) là một trường đại học tư ở Takatsuki, Osaka, Nhật Bản, được thành lập vào năm 2004.